# Genre et bande dessinée en ligne

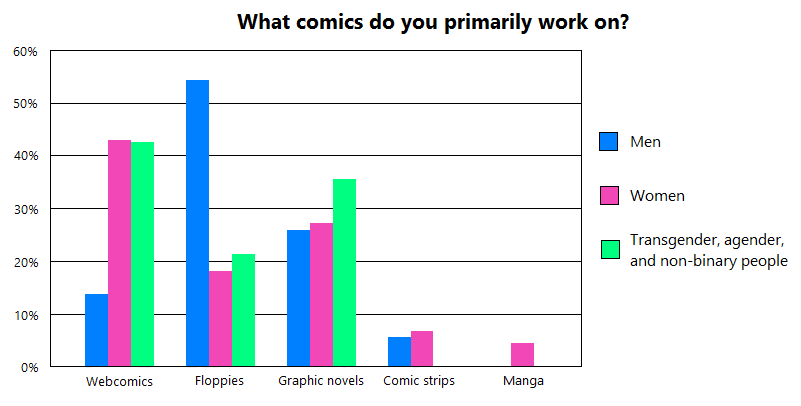
Plus de 40 % d'artistes de bandes dessinées femmes, transgenres, et non-binaires ont rapporté avoir travaillé dans le domaine de la bande dessinée en ligne en juin 2015, alors que moins de 15 % d'artistes de bandes dessinées hommes l'ont fait.

En contraste avec les bandes dessinées américaines traditionnelles, les bandes dessinées en ligne sont principalement écrites et dessinées par les femmes et les personnes ayant une variance de genre. De par la nature auto-éditrice du webcomic, internet est devenu une plateforme efficace pour la critique sociale, ainsi que pour l'expression lesbienne, gay, bisexuelle, et transgenre (LGBT).

## Statistiques
Une étude de 2015 réalisée par David Harper a conclu que les bandes dessinées en ligne correspondaient à un format beaucoup plus populaire pour les femmes, les personnes transgenres et les artistes de comics non-binaires, que pour les hommes.
Harper a suggéré que la raison était peut-être la nature auto-publicatrice du webcomic, alors que les médias traditionnels tels que le comic book sont principalement campés par les hommes cisgenres, mais il a également suggéré que cette disparité pourrait être simplement due à une différence d'intérêt entre ces groupes.
Selon une étude de Erik Melander en 2005, au moins 25 % des créateurs de bandes dessinées en ligne sont des femmes. En 2015, 63 % des 30 meilleurs créateurs de bandes dessinées du webcomic Tapastic étaient des femmes.

## Femmes dans les webcomics

### Environnement de travail
La créatrice de Girls with Slingshots, Danielle Corsetto, a déclaré que les webcomics étaient probablement un champ dominé par les femmes, car il n'y a pas besoin de passer par un éditeur établi.
Noelle Stevenson, la créatrice de Nimona et Lumberjanes, a remarqué que les webcomics disposaient principalement de protagonistes féminins, peut-être pour « équilibrer » avec le contenu des médias.
Corsetto a fait remarquer qu'elle n'a jamais connu de sexisme au cours de sa carrière, bien que Stevenson ait décrit quelques expériences négatives avec Reddit et 4chan, deux sites en dehors des canaux habituels.
Oliver Sava de The A.V. Club a fait remarquer qu'il existe une communauté grandissante de femmes Noires caricaturistes créant des webcomics.

### Exemple de l'Inde
En Inde, où le viol des femmes a été un gros problème au cours des dernières années, l'Indian webcomics (en) a créé une plate-forme pour les artistes afin de se moquer du patriarcat, du féminisme, et d'autres sujets liés au genre.
Selon les défenseurs des droits de l'Homme et la créatrice de webcomics Rachita Taneja (en), l'humour aide à communiquer des sujets complexes à de grands groupes de personnes, et les webcomics sont un excellent moyen de communiquer de cette façon,.

### Cas de Girlamatic
Girlamatic était un webcomic par abonnement fondé par Joey Manley (en) en 2003. Le but était de vendre des bandes dessinées créées principalement par les femmes et commercialisés principalement aux femmes.
Girlamatic inclut des webcomics créées par différentes artistes femmes connues, notamment Shaenon Garrity et Lea Hernandez (en).
Girlamatic a gagné divers prix Lulu pour avoir été parmi les « most women-friendly and reader-friendly work in comics,. »

## LGBT dans les webcomics

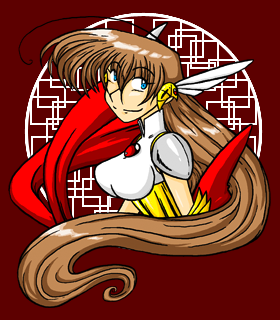
Sparkling Generation Valkyrie Yuuki comporte un scénario qui aborde la transidentité.

Il existe une grande quantité de créateurs de bandes dessinées ouvertement gays et lesbiens, dont internet permet l'auto-publication de leurs travaux. Ces derniers peuvent être aussi bien des œuvres amateurs, que d'autres œuvres plus « classiques », telle que Kyle's Bed & Breakfast (en).
Selon Andrew Wheeler de Comics Alliance (en), les webcomics : « provide a platform to so many queer voices that might otherwise go undiscovered » et Tash Wolfe de The Mary Sue (en) a un point de vue similaire concernant les artistes et les thèmes transgenres.